# 行政審判
行政審判（ぎょうせいしんぱん）とは、行政機関による争訟の審理・裁定などの手続のうち、対審構造、公開の口頭審理など訴訟に準じた手続構造（準司法的手続）を採用するものをいう。
行政審判を行う行政機関は行政委員会又はこれに準ずる合議制の機関とされ、他の行政機関から独立した職権行使を認められているのが通例である。なお、行政審判を行う機関を「○○審判所」と称することがある（海難審判所・国税不服審判所など）。
すべての行政委員会に認められているわけではなく、例えば国家公安委員会には認められていない。
行政審判を経てなされた決定に対しては、行政上の不服申立て（行政不服審査法）が禁止される、抗告訴訟の第一審が高等裁判所の管轄とされる、抗告訴訟に実質的証拠法則が採用されるなど、特別の取扱いが法定されている場合がある。

## 行政審判
不服審査型
- 国税通則法に基づく国税不服審判所による国税処分の不服申立の審判
- 特許法・実用新案法・商標法・意匠法に基づく特許庁の審判、審決
- 土地収用法に基づく収用委員会の審理、裁決
- 労働組合法に基づく労働委員会の審問、命令
- 電波法に基づく電波監理審議会による免許取消等不服申立の審判
- 鉱業等に係る土地利用の調整手続等に関する法律（土地利用調整手続法）に基づく公害等調整委員会による鉱物採掘等許認可の不服申立の裁定

事前審査型
- 証券取引法に基づく金融庁の課徴金納付命令の事前審査
- 海難審判法に基づく海難審判所による海難審判

## 実質的証拠法則
行政審判において行政委員会が認定した事実が一定の場合に裁判所を拘束することをいう。現在では電波監理審議会が適法に認定した事実（電波法99条）と、裁定委員会が認定した事実（鉱業等に係る土地利用の調整手続等に関する法律52条）に拘束力が認められている。
人事院の審決について認められるかについては争いがあり、判例は否定するが、通説はこれを肯定する。
なお、特許法に基づく特許庁の審決については法律に明文の規定がないため実質的証拠法則は採用されていないというのが通説的立場であるが（中山信弘 特許法276p他）、審決取消訴訟においては新たな無効理由の主張について制限される（外部リンク参照）。この場合、その無効理由について新たな特許無効審判を別途請求すべきである。
公正取引委員会による審判制度は、2015年4月1日に廃止された。このため、公正取引委員会が認定した事実に対する実質的証拠法則（独占禁止法旧80条）は撤廃された。